# Ulrichskirchen-Schleinbach
Ulrichskirchen-Schleinbach är en ort och kommun i Österrike. Den ligger i distriktet Mistelbach i förbundslandet Niederösterreich. Huvudorten Ulrichskirchen ligger 24 km norr om huvudstaden Wien.
Kommunen består av tre orter (Ortschaften) (inom parentes invånarantal 1 januari 2024):
- Kronberg (522)
- Schleinbach (1 054)
- Ulrichskirchen (1 092)